# Au milieu des sollicitudes
Au milieu des sollicitudes è un'enciclica di papa Leone XIII, datata al 16 febbraio 1892, scritta in francese (e non nella lingua ufficiale della Santa Sede, ossia il latino) all'episcopato, al clero e ai fedeli cattolici della Francia.
Con questa enciclica Leone XIII, riprendendo tematiche già espresse nella Nobilissima Gallorum Gens del 1884, si proponeva un riavvicinamento dei cattolici francesi alla repubblica. La vittoria dei repubblicani moderati nel 1889, che ritenevano pericoloso per la Repubblica un'aperta rottura con la Chiesa, e l'evoluzione di alcuni rappresentanti cattolici del Parlamento verso un'accettazione del governo repubblicano, favorirono un riavvicinamento tra la Francia e la Santa Sede. Leone XIII ritenne che fosse venuto il momento di spingere i cattolici francesi a rinunciare all'idea di poter restaurare una monarchia cristiana e, attraverso il ralliement (letteralmente, il riallineamento), propose l'accettazione della costituzione repubblicana.
Molta parte del clero e dei fedeli cattolici francesi erano ostili alla repubblica, e restavano attaccati alla monarchia o per tradizione di famiglia, o per i sentimenti, o per fedeltà, aumentando così il rancore dei repubblicani che accusavano i cattolici di scarso senso dello Stato.
Leone XIII intervenne in modo diretto pubblicando l'enciclica Au milieu des sollicitudes, con la quale invitava senza ambiguità i cattolici francesi ad accettare la costituzione repubblicana, pur cercando di modificarne la legislazione. Lo stesso concetto è espresso, ancor più chiaramente, nella lettera ai cardinali francesi, il 3 maggio 1892: Accettate la repubblica, ossia il potere costituito ed esistente; rispettatela e siatele sottomessi come se rappresentasse il potere stesso di Dio.
È interessante notare come la politica di Leone XIII in Francia tendeva alla riappacificazione tra Stato e Chiesa, mentre in Italia vi era ancora rottura, con il divieto espresso per i cattolici di partecipare alla vita politica del Paese.
L'opera di ralliement non sortì del tutto gli effetti sperati e comportò la spaccatura e il conseguente indebolimento politico dei cattolici, la maggior parte dei quali restò fedele alla tradizione monarchica e diede poi il proprio sostegno all'Action française. L'esito di questa politica sarà la legislazione laicista culminata con la legge di separazione del 1905.